# Basilique San Pancrazio
La basilique San Pancrazio (en français basilique Saint-Pancrace) est un lieu de culte situé sur le Janicule, dans le quartier de Monteverde à Rome en Italie. Construite sur les catacombes de Pancrace de Rome, la basilique lui est dédiée.

## Historique
La basilique Saint-Pancrace est une basilique mineure de Rome, siège du titre cardinalice San Pancrazio fuori le mura.
La basilique est construite, à la demande du pape Symmaque, entre la fin du IVe siècle et le début du Ve siècle. Il y est également construit un établissement de bains. Le pape Symmaque est enterré à l'endroit où le célèbre jeune martyr saint Pancrace est enterré. Il est martyrisé à Rome (12 mai 304), à l'âge de 14 ans, pendant le règne de l'empereur Dioclétien, lors des dernières persécutions chrétiennes qui tuent environ 15 000 chrétiens.
En 594, Grégoire Ier dote l'église d'un monastère. En 625, le pape Honorius Ier fait construire la basilique à trois nefs.
Les fresques de la tribune sont attribuées au peintre Antonio Tempesta.

## Les catacombes de saint Pancrace
Il existe deux accès, aux catacombes de la basilique : le premier est celui de la Matrone Ottavilla, qui s'est chargée de l'enterrement de saint Pancrace ; cet accès n'est pas ouvert au public mais uniquement aux étudiants de l'archéologie chrétienne. Le second est celui de saint Pancrace, accessible au public. Ces catacombes, par rapport à d'autres plus célèbres, sont étroites, ce qui donne une idée des difficultés de la vie des chrétiens de l'époque, qui y venaient pour rendre hommage aux morts ou dans les chapelles souterraines pour dire la messe lors des anniversaires de la mort de proches ou d'un martyr.

### Les martyrs
Les catacombes sont connues sous le nom du martyr principal qui y est enterré, Pancrace, originaire de Phrygie. Il  vient à Rome avec son oncle après la mort de ses parents. Il est décapité en 304 pour avoir refusé de sacrifier aux dieux et son corps est abandonné dans la via Aurelia. Il est ramassé par une chrétienne, Ottavilla, qui l'enterre dans le cimetière près de chez elle, probablement dans sa propriété. Le culte de saint Pancrace est très populaire au Moyen Âge, de sorte que les catacombes, qui portent le nom du Saint, étaient l'une des rares à Rome, a toujours être visitées par des pèlerins. La première mention du martyre de Pancrace figure dans le Martyrologium Hieronymianum, fixant la date de la mort au 12 mai.
Les sources antiques, en particulier les routes de pèlerinages médiévaux, citent d'autres martyrs enterrés à Saint-Pancrace : Artemius, Pauline, Sophie et ses trois filles.

### Histoire
Les fouilles menées au début des années 1930, sous le sol de la basilique de San Pancrace, révèlent  une voie romaine qui traverse la basilique en diagonale : elles font également apparaître des tombes et des mausolées de terre. 

### Description
Les catacombes sont en mauvais état: les galeries sont, pour la plupart, dévastées et la visite est réduite au minimum. Le cimetière souterrain est divisé en trois zones principales.
La première zone est située en dessous du transept de la basilique qui se trouve au-dessus, à gauche et derrière l'abside. Cette région a été découverte dans la première moitié du siècle dernier par le Père Fusciardi.
Dans la nef de droite, une trappe mène à la seconde zone du cimetière, qui s'étend en dessous de la place, face à la basilique. Dans cette région se trouvent : 
- la cellule de Botrys, du nom du défunt qui y est enterré : la curiosité de ce tombeau est le fait que la pierre tombale affirme qu'il est le Christianos Botrys. L'expression est rare dans les cimetières chrétiens,
- la cellule de Saint-Felice, qui date de la fin du IIIe siècle et le début du IVe siècle ; elle est décorée de lignes rouges, avec des éléments du monde marin (navires et poissons),
- la cellule de Sainte-Sophie, où se trouve une niche voûtée avec quatre tombes, blanchies à la chaux, soupçonnées d'être celles de la martyre et ses trois filles.

Enfin, la troisième région s'étend au-dessous du monastère. On y trouve le christogramme de Constantin Ier, ce qui conduit les chercheurs à penser que cette partie du cimetière souterrain a surgi au cours du IVe siècle.
La basilique est reconstruite, dans la paroisse, le 12 avril 1931 à la suite de la bulle munus pastorale de Pie XI. Elle est visitée par le Pape Jean-Paul II, le dimanche 22 avril 1979. 

## Galerie

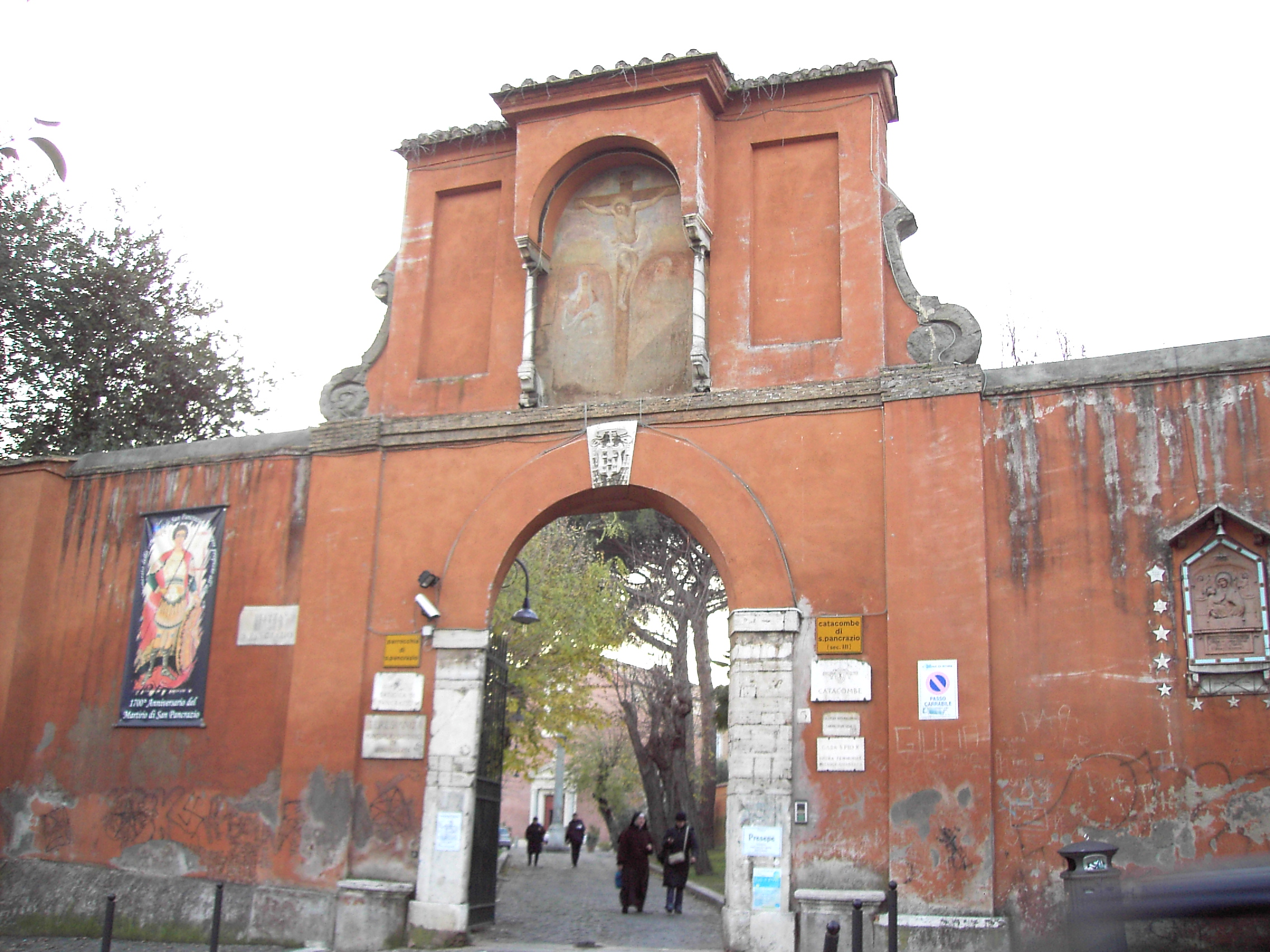
Entrée
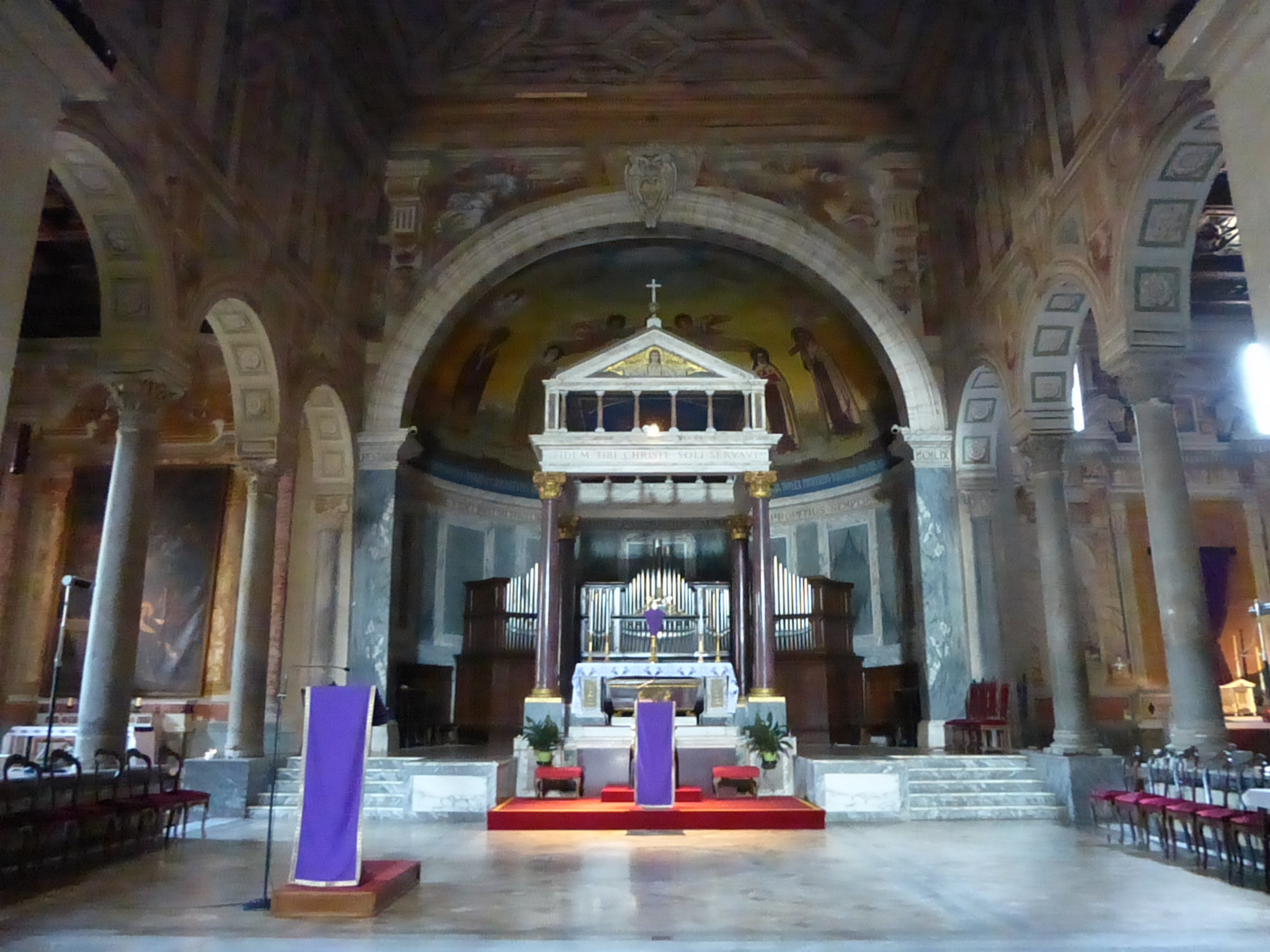
Intérieur
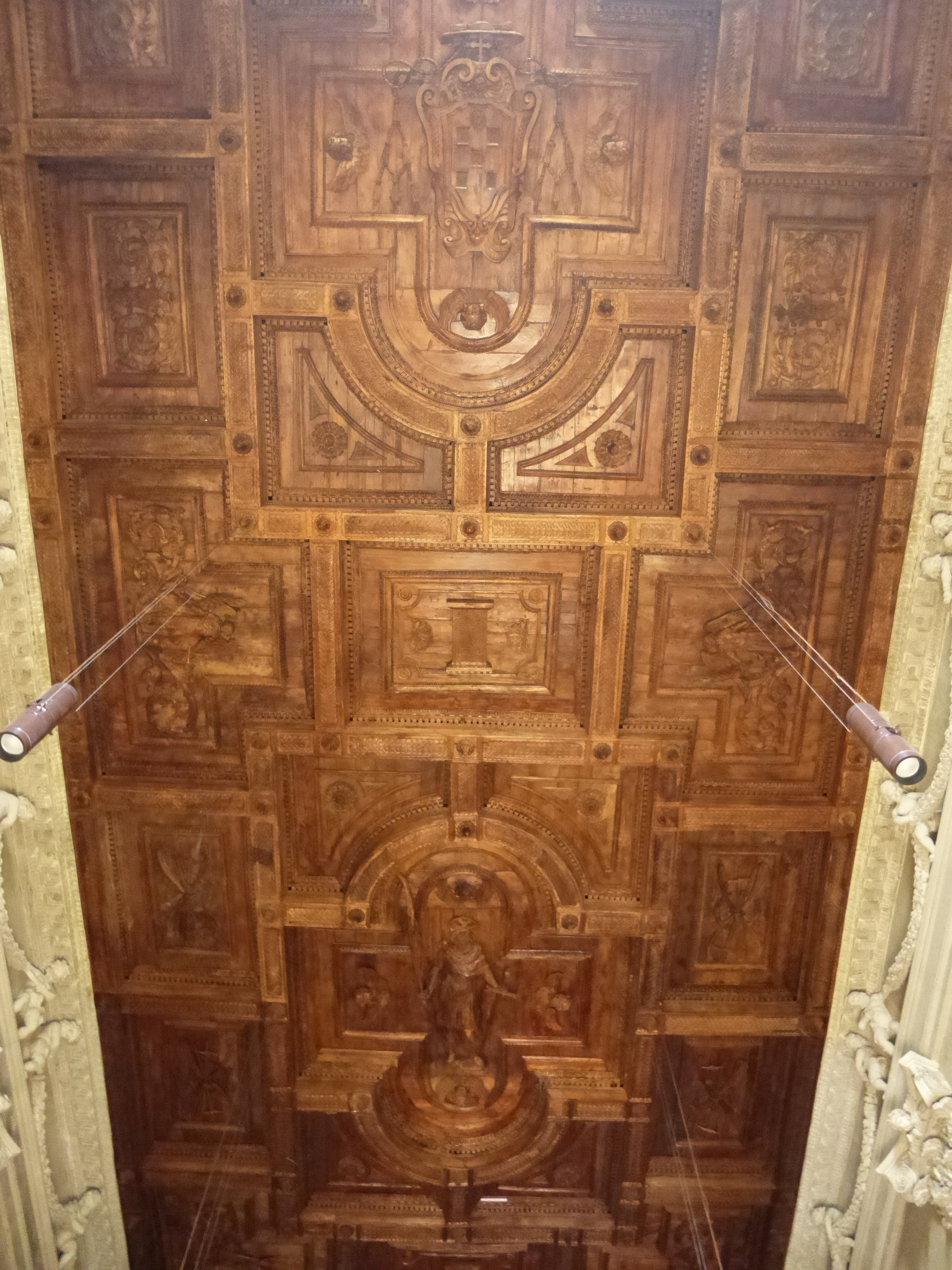
Plafond